# Playas de Amarelle y La Isla
Las playas de Amarelle y La Isla se encuentran en el concejo asturiano de Coaña y pertenece a la localidad de Medal. La playa de Amarelle tiene forma de concha, una longitud de unos 50 metros y una anchura media de unos 15-20 metros y las arenas son grises de grano medio y tiene muy poca asistencia. Su entorno es rural y con un bajo grado de urbanización. El acceso peatonal es de unos quinientos metros de longitud pero muy complicados y difíciles de recorrer. La playa no dispone de ningún servicio y las actividades más recomendadas son la pesca deportiva y la submarina.

Para llegar a la playa hay que partir desde el pueblo de Medal en dirección a la costa y se encontrara una densa arboleda que hay que cruzar. Si seva en vehículo, este es el punto donde debe aparcarse. A continuación deben hacerse unos 500 metros para llegar a un camino de trazado muy vertical y que va a media ladera hacia el mar. Es muy conveniente realizar esta bajada de forma prudente, tomando las precauciones necesarias para no tropezar y rodar por la ladera. Desde este camino se ve el islote Illones lleno de cientos de gaviotas. En el otro extremo de la playa "La Isla", que en realidad es un pedrero; mientras, a la izquierda del islote está, muy escondida, la playa de Amarelle.
También se puede llegar a estas playas por otro acceso mucho más peligroso y difícil por lo que no se recomienda acceder a través de él. Entre las recomendaciones más importantes está la de no bajar por el camino inclinado si está húmedo pues es muy resbaladizo. La playa no dispone de ningún servicio y la actividad más recomendada es la de la pesca recreativa con caña. Por la parte superior de la playa pasa la senda costera E-9 que va desde Viavélez a Ortiguera.